# Sasha (DJ)
Alexander Paul Coe (Bangor, Gwynedd, Gales; 4 de septiembre de 1969), conocido artísticamente como Sasha, es un disc jockey y productor musical británico. Comenzó su carrera tocando música del género acid house a finales de 1980. En 1995 se asoció con su compañero, el DJ británico John Digweed en 1993, con quien ha hecho varias giras internacionales y la producción de una serie de álbumes de remezclas.
Sasha ha producido varios sencillos y aparecido en las listas de sencillos en el Reino Unido y ha remezclado varias pistas para artistas como Madonna y The Chemical Brothers. Su remix de «Watching Cars Go By» del disc jockey Felix da Housecat le valió una nominación a los Grammy en 2004, en la categoría "Mejor grabación remixada, no clásica". Las remezclas de Sasha y su producción a menudo se combinan con géneros de música electrónica, lo que hace difícil para los críticos de identificar su estilo musical.
Después de alcanzar el éxito como productor y DJ, Sasha trabajó con jóvenes DJs y productores como Brian Transeau, James Zabiela y Hassan Jewel, influyo en sus estilos musicales y técnicas.

## Primeros años
Sasha nació en Bangor, Gwynedd, Gales el 4 de septiembre de 1969, pero pasó la mayor parte de su juventud con su madre en la localidad galesa de Sandycroft, Flintshire, North Wales. La madre de Sasha enseñó francés en la Hawarden High School. Después de una "infancia idílica", pasó el examen de ingreso para la universidad de Epsom a los 17 años. Sin embargo, no le gustaba Epsom y se fue antes de terminar su Advanced Level (un título académico en Inglaterra, Gales e Irlanda del Norte). En vez de continuar sus estudios, Sasha se trasladó a Bangor a vivir con su padre y su madrastra. La madrastra de Sasha lo obligó a tomar lecciones de piano, que a pesar de que no le gustaban en su momento, luego resultó ser beneficiosa para su carrera musical.
En Mánchester, Sasha conoció la música electrónica en el club The Haçienda en 1988. Atraído por el sonido áspero del género acid house, la música y la actitud rebelde se asoció con él. Visitó Mánchester por una semana y pronto se trasladó a las cercanías. Sasha compró muchos discos de acid house y empezó a mezclar. El DJ del club donde Sasha frecuentaba anunció que estaba buscando otros DJs para que viajen con él en una gira regional. Sasha participó y realizó su primera aparición en vivo cerca de Stockport. El recordaba su debut, "Nunca había tocado un Technics: Pensé que el control de pitch era el volumen, no sabía dónde conectar mis auriculares. Fue absolutamente horrendo."
Sasha entró en deuda debido a las actuaciones de baja remuneración y los muchos discos que había comprado. Para financiar su colección de discos, realizó conciertos de rave en Blackburn y Blackpool. Con la ayuda de otro DJ, Jon DaSilva. Luego Sasha encontró un trabajo fijo en el club The Haçienda, donde aprendió a remezclar y sincronizar los beats de dos discos simultáneamente. Aunque disfrutaba tocando en La Haçienda. En 1990, Sasha cambio de club a uno llamado Shelley's Laserdrome en Stoke-on-Trent. Allí, él estableció su ritmo mezclando música eufórica de acid house con un piano italiano y a cappellas. Debido a su creciente popularidad, la revista Mixmag publicó en la portada a Sasha, bajo el título "SASHA MANIA - THE FIRST DJ PINUP?". Luego él empezó a producir sus propias pistas de baile. Él fue al contrario a la carrera de muchos DJs con éxito, para quienes era más común empezar como productores. Luego firma un contrato con una discográfica y crea un estudio de grabación, lo que condujo a "una curva de aprendizaje dolorosa" desde el principio. Lanzó su primer sencillo, «Appolonia», bajo el seudónimo de BM:Ex con el productor Tom Frederikse y la discográfica Union City Recordings. Después de tocar en Shelley durante varios años, Sasha dejó su puesto debido al incremento de la violencia de las pandillas alrededor del club. Como resultado de su creciente reputación, le ofrecieron trabajo en clubes de Londres y Australia.
Más tarde en 1993, Sasha produjo «Together», su primer sencillo bajo el seudónimo Sasha. «Together», que produjo junto a Danny Campbell, la pista llegó al puesto 57 en la lista UK Singles Chart. Con este éxito, Sasha comenzó una serie de discos para Deconstruction Records, los sencillos «Higher Ground», «Magic» y The Qat Collection con Frederikse y Sam Mollison como vocalista.
Después de un breve experimento con su sello discográfico EmFire (subsello de Renaissance), en 2012 lanza un nuevo sello llamado Last Night on Earth.

## Discografía

### Álbumes
- 1994: The Qat Collection (Deconstruction Records)
- 1999: Xpander EP
- 2002: Airdrawndagger (Kinetic Records, BMG) (UK Albums Chart #18, Billboard 200 #157, Billboard Top Electronic Albums #5)

DJ Mixes/Compilados
- 1994: Renaissance - The Mix Collection con John Digweed (Renaissance Records)
- 1996: Northern Exposure con John Digweed (Ministry of Sound, Ultra Records)
- 1997: Northern Exposure 2 con John Digweed (Ministry of Sound, Ultra Records)
- 1998: Global Underground 009: San Francisco (Boxed)
- 1999: Northern Exposure: Expeditions con John Digweed (INCredible, Ultra Records)
- 1999: Global Underground 013: Ibiza (Boxed)
- 2000: Communicate con John Digweed (INCredible, Kinetic Records) (Billboard 200 #149)[12]
- 2004: Involver (Global Underground Ltd.) (UK #61, Billboard 200 #200, Billboard Electronic #1)
- 2005: Fundación NYC (Global Underground Ltd.) (Billboard Electronic #4)
- 2006: Avalon Los Angeles CA 24/06/06 (Instant Live)
- 2008: The emFire Collection: Mixed, Unmixed & Remixed (emFire, Ultra Records, Style Records)
- 2008: Invol2ver (Global Underground Ltd.)
- 2013: Invol<3r (Ministry Of Sound.)

DVD
- 2006: Sasha & John Digweed present Delta Heavy with John Digweed (System Recordings)

### Sencillos y EP
- 1992: "Appolonia" como B.M. EX (Union City Recordings)
- 1992: "Someday" con M People (Deconstruction)
- 1993: "Together" wcon Danny Campbell (FFRR) (UK Singles Chart #57)[13]
- 1994: "Higher Ground" (Deconstruction) (UK #19)[3]
- 1994: "Magic" con Sam Mollison (Deconstruction) (UK #32)[14]
- 1994: "Bailando Con Lobos" con Tom Frederikse como Cabana (Hi Life Recordings)
- 1996: "Arkham Asylum" (Deconstruction)
- 1996: "Be as One" con Maria Nayler (UK #17)[15]
- 1996: "Southwind" con MBS (Makin' Music History)
- 1998: "Ride" con BT como 2 Phat Cunts (Yoshitoshi Recordings)
- 1999: "Xpander EP" (Deconstruction, Ultra Records) (UK #18)
- 2000: "Scorchio" con Darren Emerson (Deconstruction) (UK #23)[16]
- 2002: "Wavy Gravy" (Kinetic Records, BMG) (UK #64)[3]
- 2003: "Artificial Heart" (BMG)
- 2006: "Seal Clubbing" con Charlie May (Renaissance)
- 2007: "Coma" (emFire)
- 2007: "Park It In The Shade" (emFire)
- 2007: "Who Killed Sparky?" (emFire)
- 2007: "Mongoose" (emFire)
- 2008: "Coma (Remixes)" (emFire)
- 2008: "The emFire Collection: Club Remixes EP" (emFire)
- 2008: "Park It In The Shade (Audion Ain't Got No Friends Remix)" (emFire)
- 2008: "3 Little Piggys" (emFire)
- 2008: "Spring Club Tour 2008 EP" (emFire)
- 2009: "Highlife EP" como Sasha vs. Adam Parker (Renaissance)
- 2011: "Cut me Down" (Last Night on Earth)
- 2012: "Bring On The Night" EP con James Teej (Last Night on Earth)

### Remixes
Lista seleccionada
- 1991: Orbital – Midnight
- 1992: Mr. Fingers – Closer
- 1992: M People – How Can I Love You More?
- 1992: Londonbeat – The Sea of Tranquility
- 1993: Pet Shop Boys – West End Girls
- 1995: Seal – I'm Alive (Sasha & BT's Atraxion Future Mix)
- 1997: BT – Remember
- 1997: Gus Gus – Purple (Midnight In Reykjavik)
- 1998: Madonna – Ray of Light
- 1999: The Chemical Brothers – Out of Control
- 1999: Orbital – Belfast
- 2003: UNKLE – In A State
- 2004: Felix da Housecat – Watching Cars Go By
- 2004: Spooky – Belong
- 2004: Grand National – Talk Amongst Yourselves
- 2005: Faithless – Insomnia
- 2005: Depeche Mode – Precious
- 2008: Ladytron – Destroy Everything You Touch
- 2008: M83 – Couleurs
- 2008: Thom Yorke – The Eraser
- 2009: Doves – Jetstream
- 2009: Kasabian – Underdog
- 2011: David Lynch – I Know
- 2011: Moby – Victoria Lucas
- 2012: ThermalBear – U Love
- 2012: Hot Chip – Flutes

## Ranking DJmag
| DJ    | 1997 | 1998 | 1999 | 2000 | 2001 | 2002 | 2003 | 2004 | 2005 | 2006 | 2007 | 2008 | 2009 | 2010 | 2011 | 2012 |
| ----- | ---- | ---- | ---- | ---- | ---- | ---- | ---- | ---- | ---- | ---- | ---- | ---- | ---- | ---- | ---- | ---- |
| Sasha | 3°   | 5°   | 3°   | 1°   | 2°   | 2°   | 4°   | 4°   | 4°   | 7°   | 5°   | 7°   | 13°  | 27°  | 63°  | 1º   |